# Nutty Narrows Bridge
Die Nutty Narrows Bridge (dt. „Nussige-Enge-Brücke“) ist eine Brücke, die speziell für Grauhörnchen gebaut wurde. Sie überquert den Olympia Way, eine vielbefahrene Straße in Longview, Washington in den Vereinigten Staaten und ermöglicht Grauhörnchen das gefahrlose Überqueren der Fahrbahn.
Erbaut hat die Nutty Narrows Bridge 1963 Amos Peters, nachdem er wiederholt überfahrene Grauhörnchen entdeckte.
Das Konzept der Eichhörnchenbrücke als Maßnahme zum Artenschutz – hier meist des Eurasischen Eichhörnchens – wird seit Beginn des 21. Jahrhunderts auch in verschiedenen europäischen Ländern eingesetzt.